# Marlowe, le chien policier
Pour plus de détails, voir Fiche technique et Distribution.
Marlowe, le chien policier (Cop Dog) est un film américain réalisé par John Murlowski et sorti en 2008.

## Synopsis
Depuis la mort de son père policier, le jeune Robby est inconsolable. Un jour, il fait la connaissance de Marlowe, le chien policier qui fut le partenaire de son père. L'animal est tout aussi inconsolable que lui, et Robby décide de l'adopter. Ensemble, ils reprennent goût à la vie et deviennent inséparables. Avec Deb, l'amie de Billy, ils vont mener l'enquête et traquer les méchants…

## Fiche technique
- Titre : Marlowe, le chien policier
- Titre original: Cop Dog
- Réalisation : John Murlowski
- Scénaristes : Steven Palmer Peterson (auteur)
- Durée : 90 minutes

## Distribution
- Billy Unger (Robby North)
- Stephanie Michels (Linda North)
- Cassi Thomson (Deb Rogers)
- Kuma (Marlowe)
- Corin Nemec (Clint)
- Alexander Chaplin (Barry)
- Bryan Rasmussen (Nick)
- Joe Hackett (Arthur Rogers)
- Nick Holmes (Joe)
- Peter Looney (Farmer Pete)
- Tom Shell (Trevor North)